# Weißkopfpapagei

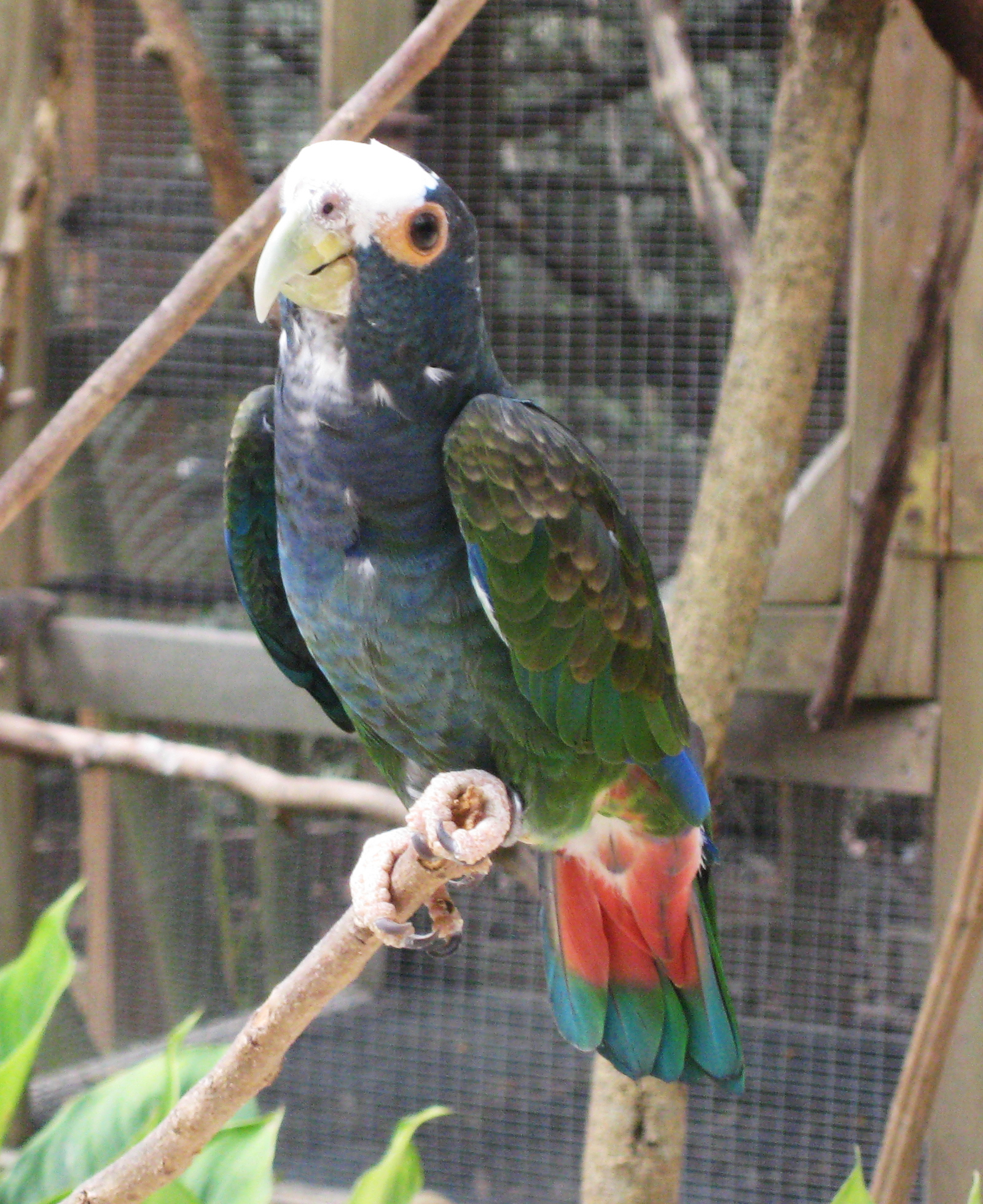
Weißkopfpapagei

Der Weißkopfpapagei (Pionus senilis) ist eine Vogelart aus der Gattung der Rotsteißpapageien (Pionus). Er wird auch als Glatzenkopfpapagei oder kurz Glatzenkopf bezeichnet.

## Merkmale
Der Weißkopfpapagei erreicht eine Größe von 24 Zentimetern. Die Färbung des Gefieders ist grün, mit einer blassen und mehr gelblichen Unterseite. Die Federn an der Stirn sind weiß, vereinzelte weiße Federn befinden sich auch an der Kehle und den Wangen. Das Kopfgefieder ist grün mit breiten blauen Säumen, die Ohrdecken sind dunkelblau. Das Brustgefieder ist olivbraun mit purpurblauen Säumen, weiter  am Bauch wird es stufenweise grün. Die Unterseite der Schwanzfedern ist rot mit gelbgrünen Säumen und blauen Spitzen. Die Handschwingendecken und die Handschwingen sind blau-violett, die Federn der Innenseite haben eine grüne Spitze. Die Unterflügeldecken sind bläulich-grün. Die seitlichen Schwanzfedern sind blau, mit einem roten Punkt am Anfang. Der Schnabel dieser Papageienart ist grünlich-gelb mit grauen Abzeichen in der Schnabelmitte. Die Iris ist dunkelbraun und die Füße rosa.

## Verbreitung
Der Weißkopfpapagei lebt in den tropischen Regenwäldern, an Waldrändern und auf Lichtungen mit wenigen großen Bäumen. Sein Verbreitungsgebiet reicht vom südöstlichen Mexiko bis nach West-Panama.

## Lebensweise
Der Weißkopfpapagei lebt vor allem im Flachland. Dort streift er in kleinen Gruppen umher, ist aber auch in Höhen von bis zu 1500 Metern anzutreffen. Wie der nah verwandte Schwarzohrpapagei, der teilweise im selben Verbreitungsgebiet lebt, ist er recht anpassungsfähig an Umweltveränderungen. Die kleinen Schwärme von Weißkopfpapageien schließen sich bei ausreichendem Nahrungsangebot zu größeren Schwärmen von bis zu 100 oder mehr Vögeln zusammen. Die Papageien leben ausschließlich auf Bäumen und verhalten sich dabei sehr ruhig, sodass sie kaum wahrnehmbar sind. Sie sind schnelle Flieger und zeigen dabei eine wellenförmige Flugbewegung.

## Bedrohung
Der Weißkopfpapagei ist in allen Teilen seines Verbreitungsgebiets häufig vertreten, in Costa Rica ist er mancherorts zum Kulturfolger geworden. In West-Nicaragua sind die Bestände aufgrund von Lebensraumzerstörung möglicherweise leicht zurückgegangen. Weißkopfpapageien leben in Costa Rica und Nicaragua teilweise auch in Schutzgebieten.